# Джиролата (бухта)
Джиролата (фр. Golfe de Girolata) — бухта Средиземного моря на западном побережье острова Корсика. В глубине бухты расположена рыбацкая деревня Джиролата.
Бухта Джиролата ограничена мысами Мукиллина (Пунта-Росса, Punta Muscillina, горой Пурчиле высотой 560 м, Capu Purcile) на западе и мысами Сенино и Скопа (горой Сенино высотой 619 м, Monte Senino) на юге. Бухта Джиролата граничит с заливом Порто, расположенным южнее.
15 июня 1540 года состоялся морской бой у Джиролаты, в котором Джанеттино Дориа пленил Тургут-реиса. Около 1552 года для охраны побережья построена башня Джиролата, примерно в одно время с башней Порто.
Входит в Региональный парк Корсика площадью 150 тыс. га, созданный в мае 1972 года. В 1983 году на 7-й сессии Комитета всемирного наследия ЮНЕСКО часть парка, включающая бухту Джиролата, залив Порто, заповедник Скандола и каланки Пьяны, внесена в Список объектов всемирного наследия ЮНЕСКО.